# Кора (меч)

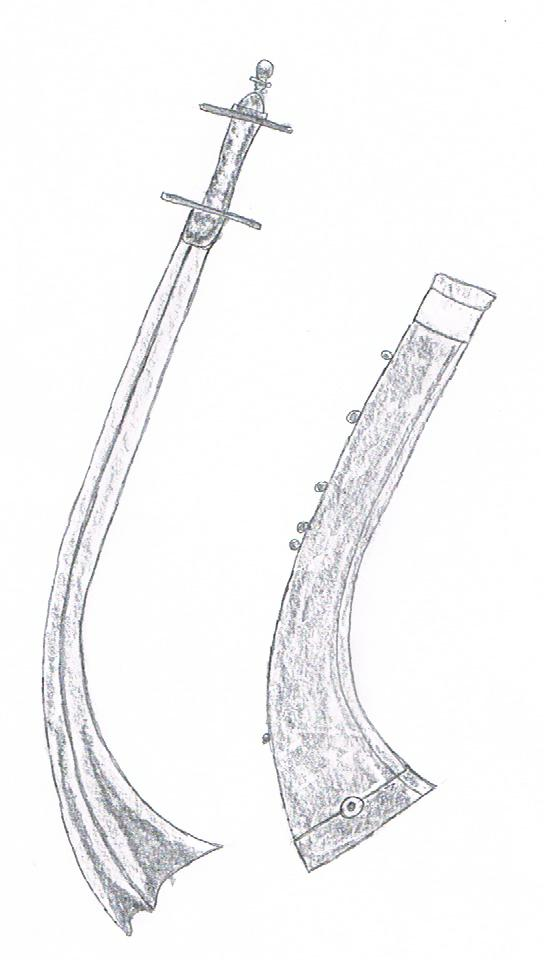
Меч Кора

Кора, Кхора или Хора (непальск. तरवार छाल) — тяжелый ударный меч из Непала и северной Индии, используемый как в боевых, так и в ритуальных целях.

## История
Существует гипотеза, что подобно ножам кукри — другому оружию, характерному для Непала, меч кора попал в Непал с армией Александра Македонского в IV веке до н. э. Боевой меч предназначен для борьбы с тяжеловооружёнными воинами, одетыми в доспехи или кольчугу.

## Описание
Боевые и ритуальные кора очень похожи, только жертвенный меч шире и тяжелее. Он имеет очень тяжёлое расширенное навершие, так как должен добавлять вес лезвию и обезглавливать приносимого в жертву животного одним ударом.
Клинок кора имеет характерный профиль «утиной лапки», тонкий возле рукояти, с расширяющимся к острию клинком со слегка изогнутым лезвием. Массивный клинок имеет изогнутую форму, заточенную на внутренней стороне. Иногда применяется дол в виде широкого желоба, расположенного по всей длине клинка и заменяющий ребро. Наличие нескольких граней позволяет наносить удары разными частями меча. Общая длина меча 60-65 см, длина клинка 50 см. Гарда кольцеобразная, делается из металла и  имеет форму диска. Часто гарда ставится как со стороны клинка,  так и со стороны навершия, и защищает руку с обеих сторон.
Кора обычно украшены символом глаза или другой буддийской символикой, которая размещается на каждой стороне лезвия.
Ножны из натуральной кожи. Существуют два типа ножен для кора: ножны,  приспособленные к форме меча, расстёгивающиеся посредством пуговиц, расположенных по всей длине ножен. В другом варианте ножны большого размера выглядят как футляр для переноски.
Существует модель кора с более длинным и лёгким лезвием.